# Lake McGregor
Der Lake McGregor ist ein See im Mackenzie District der Region Canterbury auf der Südinsel von Neuseeland.

## Geographie
Der Lake McGregor befindet sich zwischen dem Lake Alexandrina, rund 310 m westlich, und dem Lake Tekapo, rund 230 m östlich. Der See, der an der Seite seines Abflusses eine rund 5,6 Hektar große und bewaldete Insel besitzt, umfasst eine Fläche von 44,5 Hektar und hat einen Umfang von rund 2,11 km. Auf einer Höhe von 711 m erstreckt sich der See über eine Länge von rund 1,16 km in Ost-West-Richtung und misst an seiner breitesten Stelle rund 630 m in Nord-Süd-Richtung.
Der See bekommt sein Wasser über einen kleinen, knapp 500 m langen Bach vom Lake Alexandrina und entwässert an seinem östlichen Ende in den Lake Tekapo.